# Triết Patagonia
Triết Patagonia (danh pháp hai phần: Lyncodon patagonicus) là một loài động vật có vú trong họ Chồn, bộ Ăn thịt. Loài này được de Blainville mô tả năm 1842.
Phạm vi địa lý của loài này là Pampas của miền tây Argentina và các phần của Chile. Người ta đã sớm đề cập đến loài động vật này trên bài viết của Syms Covington, người đã đi thuyền cùng Charles Darwin trong chuyến du hành trên tàu HMS Beagle.

## Hình ảnh

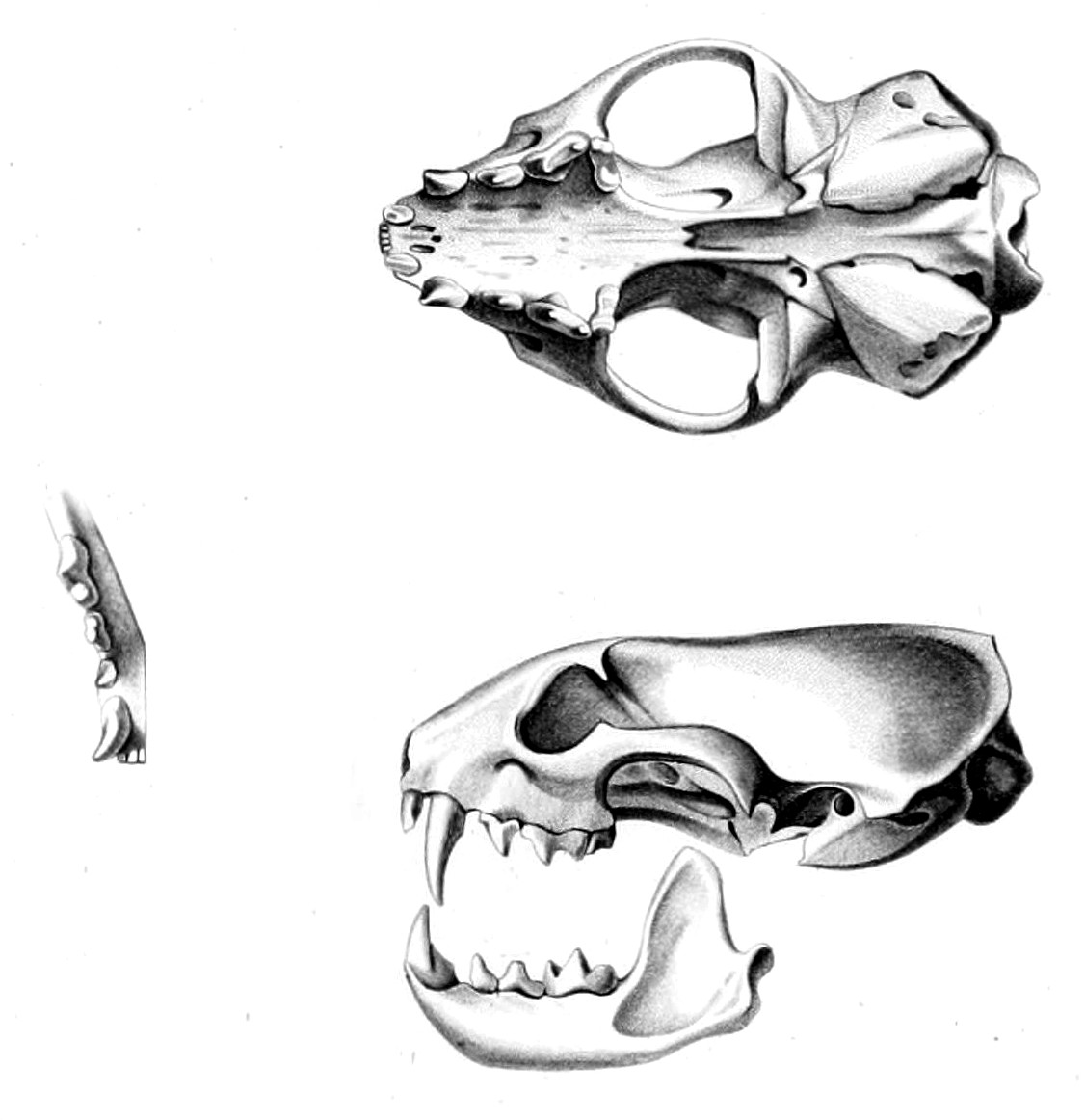
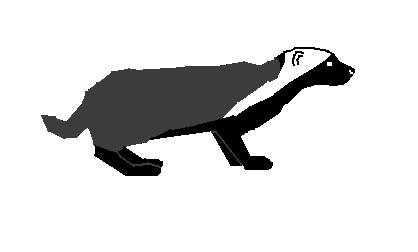

## Mô tả
Triết Patagonia có chiều dài đầu và thân 300–350 mm, với đuôi dài 60–90 mm. Bộ lông màu trắng với tông màu đen và nâu sẫm pha trộn với nhau. Đôi tai nhỏ, chân ngắn và đuôi rậm lông.